# جولي باك
جولي باك (بالإنجليزية: Julie Buck)‏ هي منتجة أفلام ومصورة أمريكية، ولدت في 9 ديسمبر 1974 في والنوت كريك في الولايات المتحدة.

## وصلات خارجية
- جولي باك على موقع IMDb (الإنجليزية)
- جولي باك على موقع قاعدة بيانات الفيلم (الإنجليزية)